# 래틀스네이크
《래틀스네이크》(영어: Rattlesnake)은 2019년에 넷플릭스에서 방영한 미국의 영화이다.

## 캐스트
- 카르멘 에조고
- 테오 로시
- 엠마 그린웰